# Saint-Maurice-lès-Charencey
Pour les articles homonymes, voir Saint-Maurice.
Saint-Maurice-lès-Charencey est une ancienne commune française, située dans le département de l'Orne en région Normandie, peuplée de 460 habitants.

## Géographie
Situé dans la région naturelle du Perche, Saint-Maurice-lès-Charencey est l'un des villages qui composent le canton de Tourouvre. Le bourg bénéficie de sa situation sur l'important axe routier que constitue la N 12 qui relie Verneuil-sur-Avre à Tourouvre et dans une plus large mesure Paris à Alençon et Rennes.

## Toponymie
Le nom de la localité est attesté sous la forme Sanctus Mauricius de Charenthaio en 1175 et 1176.
Le toponyme Saint-Maurice fait référence à Maurice d'Agaune.
Au cours de la période révolutionnaire de la Convention nationale (1792-1795), la commune a porté le nom de Bon-Air.

## Histoire
Tout comme les villages de Charencey, Moussonvilliers, Normandel, La Trinité-sur-Avre, Saint-Maurice-lès-Charencey dépendait au XIIIe siècle de la châtellenie de Châteauneuf-en-Thymerais dont les seigneurs successifs régnaient sur le Thymerais et guerroyaient au nom des rois de France contre les ducs de Normandie et les Anglais.
Le fief des Gouhier de Charencey fut rattaché à la commune de Saint-Maurice.
En 1815, Saint-Maurice-lès-Charencey (371 habitants en 1806) absorbe la commune de Charencey (297 habitants).

## Politique et administration
| Période                                  | Période       | Identité             | Étiquette | Qualité    |
| ---------------------------------------- | ------------- | -------------------- | --------- | ---------- |
| 1995                                     | mars 2014     | Gérard Lebeaut       | NC        | Notaire    |
| mars 2014                                | décembre 2017 | Jean-Claude Juszezak | NC        | Commerçant |
| Les données manquantes sont à compléter. |               |                      |           |            |

## Démographie
En 2021, la commune comptait 460 habitants. Depuis 2004, les enquêtes de recensement dans les communes de moins de 10 000 habitants ont lieu tous les cinq ans (en 2004, 2009, 2014, etc. pour Saint-Maurice-lès-Charencey) et les chiffres de population municipale légale des autres années sont des estimations.
| 1793 | 1800 | 1806 | 1821 | 1836 | 1841 | 1846 | 1851 | 1856 |
| ---- | ---- | ---- | ---- | ---- | ---- | ---- | ---- | ---- |
| 371  | 336  | 371  | 684  | 757  | 730  | 736  | 741  | 679  |

| 1861 | 1866 | 1872 | 1876 | 1881 | 1886 | 1891 | 1896 | 1901 |
| ---- | ---- | ---- | ---- | ---- | ---- | ---- | ---- | ---- |
| 660  | 628  | 577  | 620  | 601  | 622  | 609  | 548  | 510  |

| 1906 | 1911 | 1921 | 1926 | 1931 | 1936 | 1946 | 1954 | 1962 |
| ---- | ---- | ---- | ---- | ---- | ---- | ---- | ---- | ---- |
| 507  | 543  | 502  | 520  | 478  | 429  | 429  | 425  | 489  |

| 1968 | 1975 | 1982 | 1990 | 1999 | 2004 | 2009 | 2014 | 2019 |
| ---- | ---- | ---- | ---- | ---- | ---- | ---- | ---- | ---- |
| 476  | 436  | 417  | 442  | 415  | 534  | 562  | 506  | 474  |

## Lieux et monuments
- Église Saint-Maurice (XIIe siècle, remaniée).
- Étang.
- Château de Champthierry.

## Personnalités liées à la commune
- Charles-Guillaume Gouhier de Petiteville (1773 à Charencey-1838), officier et homme politique.
- Charles Léonce Gouhier de Charencey (1804 à Charencey-1869), magistrat et homme politique.
- Hyacinthe de Charencey (1832-1916 au château de Champ-Thierry, Saint-Maurice), philologue.
- Maurice de Vlaminck (1876-1958) a peint en 1950 Vue de Saint-Maurice-lès-Charençay sous la neige (affecté au musée d'Orsay, déposé au musée des Beaux-Arts de Chartres)[9].